# 井上淳哉
井上 淳哉（いのうえ じゅんや、1971年10月18日 - ）は日本のゲームクリエイター、イラストレーター、漫画家。高知県中村市（現：四万十市）出身。高知県立中村高等学校、日本電子専門学校CG科卒業。血液型はB型。

## 来歴
- 1992年に東亜プランに入社。
- 東亜プラン倒産後は、ガゼルを経てケイブに入社。弾幕系シューティングの発展に大きく寄与した。
- 2001年にケイブを退社し、本格的に漫画家として活動を始める。

## 作品リスト

### ゲーム
とくに記載がない作品は、アーケード用シューティングゲーム。
東亜プラン
ドギューン!! - デザイナー（新人研修としてOPデモを担当）
ナックルバッシュ - グラフィック手伝い（背景など）
BATSUGUN - グラフィックデザイナー、イラスト、声優（ジーノ）
ガゼル
アクウギャレット - デザイナー
ケイブ
怒首領蜂 - デザイナー
エスプレイド - デザイナー、サウンドプロデューサー、声優（近江覚）
ぐわんげ - デザイナー、サウンドプロデューサー、声優（藤村静彦）
プロギアの嵐 - ディレクター、サウンドプロデューサー、声優（ボルト・ボイヤー）
ヤンヤカバジスタ - PlayStation 2用アクションゲーム。ディレクター。
怒首領蜂大往生 - ポスター用イラスト（スタッフロールでの役職は「SUPER ADVISER」）
ゲーム中のキャラクターデザインは春畑睦月によるものだが、Xbox 360移植版においては全エレメントドールのイラストを描き起こし、新キャラ「パイパー」のデザインを作成。
デススマイルズ - グラフィックプレジデント、作品ディレクション全般、声優（ジルバ、ジョルダン）
デススマイルズII 魔界のメリークリスマス -  グラフィックプレジデント、作品ディレクション全般、声優（タメコス）
怒首領蜂 大復活 - TAISA ILLUSTLATORとして参加。ゲーム中登場するキャラクター「ゴットヴィーン・ロンゲーナ大佐」のイラストを手がける。
三極ジャスティス - アートディレクターとして参加。
その他
バトルマリンアーケード - アルゼが発売する予定だったぷらっとねっとシステム対応のアーケードゲーム（未発売）。ストーリーモードのキャラクターデザインを担当。

### 漫画
- BATSUGUN コミカライズ版 - 『ゲーム必勝ガイド』に連載。
- おとぎ奉り - 2001年 - 2008年、『コミックガム』（ワニブックス発行）にて連載。
- みんなでまほろさん（!?）みんなが好きなメイドさん - 2003年発行の同人誌（ワニブックス発行）。『コミックガム』連載陣を中心とする多数の作家が寄稿した『まほろまてぃっく』のコンピレーション作品。
- BTOOOM! - 漫画。2009年 - 2018年、『週刊コミックバンチ』→『月刊コミック@バンチ』（新潮社）にて連載。
  - BTOOOM! U-18 - 漫画（作画は伊藤洋樹）。2018年[4] - 2022年[5]、『月刊コミックバンチ』（新潮社）にて連載。『BTOOOM!』のスピンオフ作品[4]。
- 妖怪HUNTER〜闇の客人〜 - 作画担当、原作 諸星大二郎。原作者の同名漫画のリメイク、2011年 - 『月刊コミック@バンチ』（新潮社）にて短期集中連載。
- La Vie en Doll - 漫画。2013年 - 2016年、『ジャンプ改』→『ウルトラジャンプ』（ともに集英社）にて連載。
- 怪獣自衛隊 - 漫画（企画協力：白土晴一）。2020年7月号[6] - 2024年5月号[7]、2024年4月26日[8] - 連載中、『月刊コミックバンチ』→『コミックバンチKai』（新潮社）にて連載[9]。

### その他
- 妖怪大戦争 - 2005年公開の映画。妖怪デザインとして参加。
  - これに関連して、角川大映撮影所の妖怪壁画を製作。
- 大江戸もののけ物語 - 2020年 NHK BSプレミアム「特集ドラマシリーズ」。妖怪デザインとして参加。
- 妖怪大戦争 ガーディアンズ - 2021年公開の映画。妖怪デザインとして参加。